# 小飛俠與溫蒂
《小飛俠與溫蒂》（英語：Peter Pan & Wendy）是一部2023年美國奇幻冒險片，由大衛·羅利執導並與托比·哈爾布魯克斯（Toby Halbrooks）編劇，吉姆·惠特克（Jim Whitaker）和喬·羅斯製作，J·M·巴里的童話故事《彼得潘》和迪士尼的《小飛俠》改編。由亞歷山大·莫洛尼飾演彼得潘，艾薇·安德森飾演溫蒂，其他參與演出的還有亞拉·沙希迪、約書亞·皮克林（Joshua Pickering）、雅各比·朱佩（Jacobi Jupe）、艾莉莎·瓦帕納塔克（Alyssa Wapanatâhk）、莫莉·帕克、艾倫·圖克、吉姆·加菲根和裘德·洛。
真人《彼得潘》電影的開發始於2016年4月13日，羅利和哈爾布魯克斯接下編劇一職，製作團隊在接下來的四年裡致力於改寫、翻拍劇本。片名於2020年1月7日公佈。電影2023年4月28日在Disney+上發行。。外界對本片的反應普遍褒貶不一，主要稱讚視覺特效和演員表現，但批評敘事和內容了無新意，上映前更因為片方選擇讓非裔出身的亞拉·沙希迪詮釋小叮噹的角色引起爭議。觀眾的反響則趨於負面。

## 演員
| 演員                                                  | 角色                        | 備註 |
| 亞歷山大·莫洛尼 Alexander Molony                      | 彼得潘 Peter Pan            | 住在夢幻島並拒絕長大的小男孩。 |
| 艾薇·安德森 Ever Anderson                             | 溫蒂·達林 Wendy Darling     | 來自倫敦的冒險而賢惠的女孩，她和她的弟弟們約翰、邁克爾和彼得一起去夢幻島旅行。                                                                                             |
| 裘德·洛 Jude Law                                      | 虎克船長 Captain Hook       | 海盜，彼得的宿敵，因砍下他的右手並將其餵給一隻鱷魚而對彼得產生仇恨，此後鱷魚也開始喜歡吃他的肉，他用鉤子代替了他的手。                                                     |
| 亞拉·沙希迪 Yara Shahidi                              | 小叮噹 Tinker Bell          | 嫉妒溫蒂的仙女，是彼得最好的朋友。 |
| 約書亞·皮克林 Joshua Pickering                        | 約翰·達林 John Darling      | 溫蒂的弟弟和邁克爾的哥哥，他們和彼得一起去夢幻島旅行。 |
| 雅各比·朱佩 Jacobi Jupe                               | 邁克爾·達林 Michael Darling | 溫蒂和約翰的弟弟與他們和彼得一起去夢幻島旅行。 |
| 艾莉莎·瓦帕納塔克 Alyssa Wapanatahk                   | 虎百合 Tiger Lily           | 夢幻島原住民部落的戰士公主，也是彼得好友酋長的女兒。溫蒂有點嫉妒公主，認為公主喜歡彼得。                                                                                   |
| 吉姆·加菲根 Jim Gaffigan                              | 斯密先生 Mr. Smee           | 虎克船長忠誠的大副，很少提供有用的幫助。 |
| 莫莉·帕克 Molly Parker                                | 瑪麗·達林 Mary Darling      | 來自倫敦，是溫蒂、約翰和邁克爾的母親。 |
| 阿蘭·圖代克 Alan Tudyk                                | 喬治·達林 George Darling    | 溫蒂、約翰和邁克爾來自倫敦的銀行會計師父親。 與原版電影和大多數彼得潘改編電影不同的是，喬治和虎克船長會由同一個演員扮演，但這個角色將由一個單獨的演員而不是裘德·洛來扮演。 |
| 諾亞·馬修斯·馬托夫斯基 Noah Matthews Matofsky         | 斯萊利 Slightly             | 迷失的男孩。 |
| 塞巴斯蒂安·比林斯利-羅德里格茲 Noah Matthews Matofsky | 儞比斯 Nibs                 | 迷失的男孩。 |
| 斯凱勒 Skyler                                         | 圖迪 Tudy                   | 迷失的雙胞胎女孩。 |
| 凱爾西耶茨 Kelsey Yates                               | 魯迪 Rudy                   | 迷失的雙胞胎女孩。 |

## 製作

### 開發
2016年4月，華特迪士尼影業宣布正在開發1953年動畫電影《彼得潘》的真人改編版。大衛·羅利成為導演，並與托比·哈爾布魯克斯（Toby Halbrooks）共同編寫了劇本，兩人之前曾在2016年的電影《尋龍傳說》中合作。吉姆·惠特克（Jim Whitaker）擔任電影的製片人。

### 選角
據報導，亞歷山大·莫洛尼和艾薇·安德森2020年3月宣布分別飾演彼得潘和溫蒂。到同年7月，裘德·洛進入談判，以扮演詹姆斯·虎克船長，洛於9月確認出演；亞拉·沙希迪出演小叮噹。2020年10月，艾莉莎·瓦帕納塔克（Alyssa Wapanatâhk）被確認飾演虎蓮公主。2021年1月，吉姆·加菲根加入演員陣容，飾演斯密先生（Mr.Smee）。2021年3月16日，艾倫·圖克、莫莉·帕克、約書亞·皮克林（Joshua Pickering）、雅各比·朱佩（Jacobi Jupe）宣布分別飾演達林先生（Mr. Darling）、達林夫人（Mrs. Darling）、約翰·達林（John Darling）和邁克爾·達林 (Michael Darling)。

### 拍攝
電影在英屬哥倫比亞省的溫哥華進行拍攝。它原定於2020年4月17日開始，並於2020年8月結束。然而，由於COVID-19大流行，拍攝被推遲。恢復拍攝於2021年3月16日開始，預計於2021年6月30日結束。額外的拍攝於2021年8月在紐芬蘭與拉布拉多省的博納維斯塔半島進行。拍攝正式在2021年9月上旬結束。

### 視覺效果
視覺效果由Framestore和雙重否定處理。

## 發行
這部電影原定於迪士尼的流媒體服務Disney+上映，但後來計劃在影院上映，直到2020年12月，由於 COVID-19疫情大流行，這部電影才正式宣布將再次作為Disney+獨家發行，該片計劃於2023年4月28日在Disney+上映。

## 評價
《小飛俠與溫蒂》收穫影評界和觀眾反應不一的評價，根据評論匯總网站爛番茄汇总的130篇评论文章，62%的评论家给予该作正面评价，平均打分为6.1分（满分10分），超過5000名觀眾在該網站給予本片的好評度為11%，平均分數1.2/5，該網站影評家共識寫道：「《小飛俠與溫蒂》對這部經典動畫的忠誠，使其無法實現夢幻島的完美境界，但是大衛·羅利深思熟慮的執導賦與這部作品自身的魔力」 。Metacritic根據33條專業評論，給予本片的平均加權分數為61分，代表「普遍好評」，但共有241名Metacritic用戶給予本片的平均評分為1.3（觀眾評分滿分10分），代表參與評比觀眾的普遍對該片持負面評價。
在知名影視網站IMDb上，本片根據超過1,600則觀眾評論，獲得4.2/10的平均分數，其中佔據評分比例前三名的分別是1分（38.1%）、5分（10%）、6分（9.8%）。

## 另見
- 彼得潘
- 小飛俠（1953年）
- 迪士尼真人改編和翻拍迪士尼動畫電影列表

## 外部連結
- 互联网电影数据库（IMDb）上《小飛俠與溫蒂》的资料（英文）